# 상급종합병원
상급종합병원(上級綜合病院)은 대한민국 보건복지부가 지정한 중증질환에 대한 질 높은 의료서비스 제공, 의료전달체계의 확립을 통한 의료자원의 효율적 활용을 목적으로 하는 병원이다. 보건복지부에서 11개 진료권역별로 매 3년마다 종합병원의 신청을 받아 평가하여 우수한 의료기관을 상급종합병원으로 지정한다. 2011년부터 도입되었으며, 3년마다 상급종합병원을 지정한다. 평가 항목에는 진료기능, 교육기능, 인력 · 시설 · 장비, 질병군별 환자의 구성비율, 의료서비스 수준, 진료권역별 소요병상 충족도 등이 있다.

## 혜택
상급종합병원 지정 시, 종합병원 대비 5%p 많은 30%의 가산수가를 적용받아 건강보험 요양급여상의 혜택을 받을 수 있다. 뿐만 아니라 선도적인 의료기관으로 인정받는 부수적인 효과 또한 있기 때문에, 병원들은 상급종합병원 지정을 위해 경쟁하는 상황이다.

## 목록
아래의 목록은 제5기(2023년~) 상급종합병원 목록으로, 총 47곳이 지정되었다.

제5기 상급종합병원 목록 관련 내용은 아래의 URL을 참고 하세요.
제5기 상급종합병원 리스트 및 선정 기준 (출처 : 네이버카페)

### 서울권
총 14곳이다.
- 강북삼성병원
- 건국대학교병원
- 경희대학교병원
- 고려대학교의과대학부속구로병원
- 삼성서울병원
- 서울대학교병원
- 연세대학교의과대학강남세브란스병원
- 이화여자대학교 목동병원
- 재단법인아산사회복지재단서울아산병원
- 중앙대학교병원
- 학교법인고려중앙학원고려대학교의과대학부속병원(안암병원)
- 학교법인가톨릭학원가톨릭대학교서울성모병원
- 학교법인연세대학교의과대학세브란스병원
- 한양대학교병원

### 경기서북부권
총 4곳이다.
- 가톨릭대학교인천성모병원
- 가천대 길병원
- 인하대학교의과대학부속병원
- 순천향대학교부속부천병원

### 경기남부권
총 5곳이다.
- 가톨릭대학교 성빈센트병원
- 고려대학교의과대학부속안산병원
- 분당서울대학교병원
- 아주대학교병원
- 한림대성심병원

### 강원권
총 2곳이다.
- 연세대학교 원주세브란스기독병원
- 강릉아산병원

### 충북권
총 1곳이다.
- 충북대학교병원

### 대전충남권
총 3곳이다.
- 건양대학교병원
- 단국대학교병원
- 충남대학교병원

### 전북권
총 2곳이다.
- 원광대학교병원
- 전북대학교병원

### 전남권
총 3곳이다.
- 전남대학교병원
- 조선대학교병원
- 화순전남대학교병원

### 경북권
총 5곳이다.
- 경북대학교병원
- 계명대학교동산병원
- 대구가톨릭대학교병원
- 영남대학교병원
- 칠곡경북대학교병원

### 경남동부권
총 5곳이다.
- 고신대학교 복음병원
- 인제대학교 부산백병원
- 동아대학교병원
- 부산대학교병원
- 양산부산대학교병원
- 울산대학교병원

### 경남서부권
총 2곳이다.
- 경상국립대학교병원
- 학교법인성균관대학교삼성창원병원

## 같이 보기
- 대한민국의 병원 목록